# کالج البیون
کالج البیون (به انگلیسی: Albion College) یک کالج هنرهای آزاد در آمریکا در ایالات متحده آمریکا است که در میشیگان واقع شده‌است.